# アルバセテ県
アルバセテ県（アルバセテけん、Provincia de Albacete）は、スペイン・カスティーリャ＝ラ・マンチャ州の県。県都はアルバセテ。87のムニシピオ（基礎自治体）がある。

## 歴史
1833年スペイン地方行政区分再編によってスペイン全土に49の県が設置され、この際にアルバセテ県が設置された。成長していたアルバセテを中心として、ラ・マンチャ地方、バレンシア地方、ムルシア地方、アンダルシア地方の一部の町を集めて設置された。この際にアルバセテ県とムルシア県は「歴史的地域」のムルシア地域としてまとめられたが、「歴史的地域」に権限や行政機関は存在しなかった。
1939年から1975年のフランコ独裁体制化を経て、スペイン1978年憲法によって自治州制度が導入されると、スペインの民主化移行期の1970年代末から1980年代初頭にはスペイン全土に17の自治州が設置された。1982年8月10日にはアルバセテ県など5県からなるカスティーリャ＝ラ・マンチャ州が発足した。なお、ムルシア県は単独でムルシア州となっている。

## 地理
バレンシア州のバレンシア県とアリカンテ県、ムルシア州、アンダルシア州のグラナダ県とハエン県、同じくカスティーリャ＝ラ・マンチャ州のシウダ・レアル県とクエンカ県と接している。

### 人口
| アルバセテ県の人口推移 1900－2010                       |
|                                                         |
| 出典:INE（スペイン国立統計局）1900年 - 1991年、1996年 - |

## 行政区画

### 主な自治体
| 順位 | 基礎自治体                   | 人口 （2010年） |
| ---- | ---------------------------- | --------------- |
| 1    | アルバセーテ                 | 170,475         |
| 2    | エジン                       | 31,109          |
| 3    | ビジャロブレード             | 26,686          |
| 4    | アルマンサ                   | 25,654          |
| 5    | ラ・ロダ                     | 16,299          |
| 6    | カウデーテ                   | 10,450          |
| 7    | トバーラ                     | 8,207           |
| 8    | タラソーナ・デ・ラ・マンチャ | 6,746           |
| 9    | マドリゲーラス               | 4,917           |
| 10   | カサス＝イバーニェス         | 4,761           |

### 司法管轄区
県内は7つの司法管轄区に分けられる。
1. アルバセーテ司法管轄区 - アルバセーテ、アルカドーソ、バラソーテ、バラックス、チンチージャ・デ・モンテ＝アラゴン、コラル＝ルビオ、ラ・ヒネータ、ラ・エレーラ、オジャ＝ゴンサーロ、ペーニャス・デ・サン・ペドロ、ペトロラ、ポソ・カニャーダ、ポソオンド、ポスエーロ、サン・ペドロ、バルデガンガ[5]
2. アルカーラス司法管轄区 - アルカーラス、エル・バジェステーロ、ビエンセルビーダ、ボガーラ、カサス・デ・ラサロ、コティージャス、マセゴーソ、パテルナ・デル・マデーラ、ペニャスコーサ、ポベディージャ、リオパル、ロブレード、サロブレ、ビアーノス、ビジャパラシオス、ビジャベルデ・デ・グアダリマール、ビベーロス[6]
3. アルマンサ司法管轄区 - アラトス、アルマンサ、アルペーラ、ボネーテ、カルセレン、カウデーテ、フエンテ＝アラモ、イゲルエーラ、モンテアレグレ・デル・カスティージョ[7]
4. エジン司法管轄区 - アルバターナ、アイナ、エルチェ・デ・ラ・シエーラ、フェレス、エジン、レトゥール、リエートル、モリニーコス、ネルピオ、オントゥル、ソコーボス、トバーラ、イエステ[8]
5. ラ・ロダ司法管轄区 - フエンサンタ、レスーサ、マドリゲーラス、ミナージャ、モンタルボス、ラ・ロダ、タラソーナ・デ・ラ・マンチャ、ビジャルゴルド・デル・フカル[9]
6. ビジャロブレード司法管轄区 - エル・ボニージョ、ムネーラ、オスサ・デ・モンティエル、ビジャロブレード[10]
7. カサス＝イバーニェス司法管轄区 - アベンヒブレ、アルボレア、アルカラ・デル・フカル、バルサ・デ・ベス、カサス・デ・フアン・ヌーニェス、カサス・デ・ベス、カサス＝イバーニェス、セニサーテ、フエンテアルビージャ、ゴロサルボ、ホルケーラ、マオーラ、モンティジェッハ、ナバス・デ・ホルケーラ、ポソ＝ロレンテ、ラ・レクエッハ、ビジャ・デ・ベス、ビジャマレア、ビジャトージャ、ビジャバリエンテ[11]

## 政治
アルバセーテ県には上院4議席、下院4議席、そして自治州議会に10議席が割り当てられている。その内訳は、上院では、国民党（PP）が3議席、スペイン社会労働党（PSOE）が1議席、下院では、国民党が2議席、スペイン社会労働党が2議席となっている（2008年3月総選挙の結果）。自治州議会では、国民党が5議席、スペイン社会労働党が5議席となっている。